# Longwood (Florida)
Longwood es una ciudad ubicada en el condado de Seminole en el estado estadounidense de Florida. En el Censo de 2010 tenía una población de 13.657 habitantes y una densidad poblacional de 907,89 personas por km².

## Geografía
Longwood se encuentra ubicada en las coordenadas 28°42′6″N 81°20′54″O / 28.70167, -81.34833. Según la Oficina del Censo de los Estados Unidos, Longwood tiene una superficie total de 15.04 km², de la cual 14.12 km² corresponden a tierra firme y (6.13%) 0.92 km² es agua.

## Demografía
Según el censo de 2010, había 13.657 personas residiendo en Longwood. La densidad de población era de 907,89 hab./km². De los 13.657 habitantes, Longwood estaba compuesto por el 85.47% blancos, el 5.14% eran afroamericanos, el 0.45% eran amerindios, el 3.37% eran asiáticos, el 0.07% eran isleños del Pacífico, el 2.96% eran de otras razas y el 2.55% pertenecían a dos o más razas. Del total de la población el 15.76% eran hispanos o latinos de cualquier raza.